# 로버트 콘스웨이트
로버트 리처드 콘스웨이트(영어: Robert Richard Cornthwaite, 1985년 10월 24일 ~ )는 잉글랜드계 오스트레일리아의 전 축구 선수이다. 포지션은 중앙 수비수이다. K리그 시절 등록명은 코니이다.

## 클럽 경력

### 애들레이드 유나이티드
2005년 콘스웨이트는 A리그의 애들레이드 유나이티드와 계약했지만 첫 두 시즌 동안 대부분의 경기를 벤치에서 보내야했다. 2007-08 시즌에 들어서야 그는 리그에서 19경기에 출전했다. 2008년 AFC 챔피언스리그 조별 예선 포항 스틸러스 전에서 그의 첫 골을 기록했다. 이후 가시마 앤틀러스와의 AFC 챔피언스리그 8강 2차전에서 73분 골을 넣어 1-0 승리를 이끌었고, 1, 2차전 총 합계 2-1로 애들레이드 유나이티드의 4강행을 이끌었다. 2008년 12월 27일, 콘스웨이트는 퍼스 글로리를 1-0으로 이긴 경기에서 A리그 50경기 출전 기록을 세웠다.
2009년 10월 콘스웨이트는 애들레이드 유나이티드와 새로운 3년 계약을 체결하였다. "클럽이 저와 재계약하고 싶어하는 이야기를 들었을 때 저는 매우 기뻤고, 협상은 아주 순조롭게 진행됐어요. 저는 여기에 머물게 되어 기쁩니다." 콘스웨이트가 밝혔다.

### 전남 드래곤즈
2011년 3월 8일 콘스웨이트는 2년의 계약 기간에 전남 드래곤즈로 이적했다. K리그 등록명은 "코니"로 결정되었다. 2011년 3월 16일, 코니는 상주 상무 피닉스와의 K리그 컵 조별 예선전에서 데뷔전을 치렀다. 2011년 4월 20일 광주와의 K리그 컵에서 전반 33분 데뷔골을 터뜨렸다. 2011년 5월 7일, 수원 삼성 블루윙즈와의 원정 경기에서 리그 데뷔전을 치렀다.

## 대표팀 경력
2009년 3월 4일 쿠웨이트와의 2011년 아시안컵 예선에 교체 출전으로 A매치 데뷔전을 치루었던 콘스웨이트는 2012년 대한민국과의 친선 A매치에서 두 번째 경기를 치루었고, 이 경기에서 결승골이자 자신의 A매치 첫 골을 기록하였다.

## 수상 경력

### 클럽

#### 애들레이드 유나이티드
- A리그 프리미어: 2005-06

#### 슬랑오르
- 말레이시아컵: 2015